# Íñigo de Cárdenas y Zapata
Íñigo de Cárdenas y Zapata (Madrid, ? - ibíd., 1588), señor de Loeches, fue un consejero español que ocupó la presidencia del consejo de Órdenes.

## Biografía
Hijo de Íñigo López de Cárdenas Zapata, caballero comendador de la orden de Santiago, y de Francisca de Vargas Vivero. Se casó con Isabel de Avellaneda, hermana de Bernardino de Avellaneda, y tuvieron once hijos. Su hijo mayor fue Íñigo de Cárdenas Zapata y Avellaneda, que le sucedió en la casa y que sirvió como embajador en Venecia y en Francia.
Sirvió de oidor de la chancillería de Valladolid, y después fue miembro de los consejos de Órdenes y de Castilla. Fue caballero comendador de la orden de Santiago. Su buen hacer como ministro le sirvió para que el rey Felipe II le concediera la presidencia del consejo de Órdenes en 1584. Ese mismo año fundó junto a su mujer el convento de las Comendadoras de Santiago, en Madrid. Falleció en el año 1588.